# Именинник
Именинник (англ. Birthday Boy) — неопубликованный рассказ классика американской литературы Джерома Дэвида Сэлинджера.
Действие произведения разворачивается в больнице, где лежит парень по имени Рэй. Из рассказа постепенно становится ясно, что он лечится от алкоголизма. В день его рождения к Рэю приходит подруга по имени Этель и пытается хоть как-нибудь развлечь его, но тот одержим только одним желанием — выпить.
Исследователь творчества Сэлинджера Кеннет Славенски отмечает, что «рассказ… стоит особняком среди произведений Сэлинджера, поскольку в нём ни намёка нет ни на просветление, ни на искупление». Также Славенски предполагает, что этот рассказ никогда и не предназначался для посторонних глаз.
Предположительное время создания рассказа — 1946 год, хотя сам Сэлинджер в письмах датирует рассказ 1951 годом.
Шестистраничная машинопись рассказа «Именинник» хранится в библиотеке Университета штата Техас.
В ноябре 2013 года в Интернет попали страницы нелегально напечатанных книг с рассказом «Birthday Boy» и ещё двумя никогда не публиковавшимися рассказами Сэлинджера («Океан, полный шаров для боулинга» и «Поли»). Уже в начале декабря 2013 года интернет-пользователями были сделаны первые переводы рассказа на русский язык.